# Rodbuschkesbach
Rodbuschkesbach is een beek in de Platdietse streek in de Belgische provincie Luik in de deelgemeente Gemmenich (gemeente Plombières). Zij vormt er de zuidelijke grens van deze gemeente met de gemeente Kelmis. 
De Rodbuschkesbach is een zijbeek is van de Soue die op haar beurt weer een zijtak is van de rivier de Geul.